# Rumburak
Rumburak, beter bekend onder de Duitse titel Der Zauberrabe Rumburak, is een Tsjechisch-Duitse kindertelevisiefilm uit 1984 rond de boze tovenaar Rumburak uit de serie Die Märchenbraut.
De film werd in december 1985 in twee delen uitgezonden op de Duitse televisie.

## Plot

### Het leven op de toren
Rumburak is uit het Toverrijk (ook wel Sprookjesrijk genoemd) verbannen en leidt een eenzaam bestaan in Praag; overdag is hij een raaf die boven op een oude toren woont en er zowat vergaat van de honger en de kou. Toveren kan hij niet meer omdat hij zich geen enkele spreuk meer weet te herinneren. Enig lichtpuntje in zijn trieste leven is Helene, de beeldschone dochter van schoolhoofd Trojan die kunstschaatsster wil worden. Dagelijks vliegt Rumburak naar de kunstijsbaan om als erkend mascotte toe te kijken hoe Helene haar rondjes loopt. Maar onderweg ligt het gevaar op de loer; Zacharias, een door technologie bezeten ingenieur, houdt niet van dieren en schiet zonder pardon op raven. Op zekere dag krijgt ook een hongerige Rumburak de volle laag; hij stort neer maar belandt vlak voor de voeten van Helenes broer Willy die hem mee naar huis neemt en hem verzorgt.
's Avonds is Rumburak weer mens; beringd door Trojan plundert hij de etenskast en steelt hij een warme winterjas uit de garderobe. Op straat wordt Rumburak bijna aangereden; de bestuurder verontschuldigt zich en biedt hem een baan als nachtwaker aan bij het onderzoeksinstituut waar ook Zacharias werkt. Rumburak maakt van de gelegenheid gebruik om op de hoofdcomputer te gaan in de hoop de toverspreuken van weleer te vinden, en met name die ene spreuk die hem weer terug moet brengen naar het Sprookjesrijk.

### Abracadabra in de computer
De computer werkt niet echt mee door een berg papieren achter te laten met samengestelde woorden, en wanneer Zacharias 's ochtends de computerruimte binnenkomt met portier Pechanek haalt hij een papier uit de berg en leest de spreuk op waarmee hij Pechanek laat verdwijnen. Zacharias beseft dat hij nu een wapen in handen heeft en trekt door de stad om alle dieren naar het Toverrijk te laten verdwijnen; ook Trojan moet er aan geloven wanneer deze hem in de dierentuin in de gaten houdt. Vervolgens schuift Zacharias de tas van Trojan in de leeuwenkooi waardoor iedereen in de waan verkeert dat de arme man met huid en haar is opgegeten door de koning der dieren.
Rumburak, inmiddels ontslagen, hoort van het trieste voorval tijdens een etentje waarvoor hij is uitgenodigd en uitgaande van het feit dat Trojans zus Eugenie in wedergeboorte gelooft krijgt hij een briljant plan. Overdag speelt hij Trojan die als raaf is teruggekomen, en 's avonds geeft hij zich uit voor de vogelaar Schubert die met Trojan bevriend is.
Rumburak weet iedereen om de tuin te leiden behalve Willy die de ring uit duizenden herkent en hem chanteert. En dus organiseert Rumburak een schooluitstapje in lestijd met uitgewisselde leraren en geeft hij Willy een hond als verjaardagscadeau. Ondertussen is Helene verliefd geworden op Rumburak via zijn Schubert-act. Maar op een avond komen zijn zwendelpraktijken aan het licht; Trojan is terug in het Mensenrijk en weet precies wat die verraderlijke bedrieger allemaal heeft uitgespookt. Hij laat Rumburak naar het Sprookjesrijk verdwijnen en zorgt ervoor dat alle verdwenen dieren weer opduiken. Op aandringen van Helene en Willy haalt Trojan Rumburak terug, uitgerekend op het moment dat de koning van het Sprookjesrijk hem in genade weer heeft aangenomen als hoftovenaar tweede categorie.
Maar Rumburak vindt het niet erg dat hij weer in het Mensenrijk is; zijn liefde voor Helene is hem meer waard dan welke titel of toverspreuk dan ook.

## Verschillen met Die Märchenbraut
- In de slotaflevering van Die Märchenbraut werden Rumbarak en de heks met wie hij samenwerkte door de tovenaar Vigo overmeesterd en resepctievelijk in koelkast en een wasmachine veranderd. In de film zijn daar geen verwijzingen naar, maar in de vervolgserie op Die Märchenbraut (uitgezonden in 1993) krijgt Rumburak na twaalf jaar zijn menselijke gestalte weer terug door het aflopen van de garantietermijn op de koelkast.
- Omgekeerd wordt er in Die Rückkehr der Märchenbraut wel naar de film verwezen wanneer de heks de kunstschaatsster benoemt met wie Rumburak een relatie had. Verder ontwikkelt de ontheemde sprookjesprinses Arabella met dierenhater Zacharias de Arafoon, een apparaat dat de communicatie tussen mens en dier mogelijk moet maken.
- In de serie had Rumburak een tovermantel nodig om van het Mensenrijk naar het Sprookjesrijk te reizen; in de film volstaat slechts een toverspreuk.
- Zodoende is ook de toverring overbodig geworden.

## Rolverdeling
- Jiří Lábus: Rumburak
- Eva Jeníčková: Helene
- Lukáš Bech: Willy / Vilík Trojan
- Vlastimil Hašek: Directeur Karel Trojan
- Jiřina Bohdalová: Tante Eugenie /Evzenie
- Oldřich Kaiser: Ingenieur Zacharias
- Antonín Jedlička: Leraar Adam
- Oldřich Velen: Inspecteur
- Jiří Lír: Dierentuin directeur
- Michal Ryneš: Jakob /Jakub
- Zdena Hadrbolcová: trainer